# Pachydactylus rangei
Il geco palmato (Pachydactylus rangei (Andersson, 1908)) è un sauro della famiglia Gekkonidae, endemico del deserto del Namib.

## Descrizione
Questo geco di colore rosato è lungo dai 12 ai 14 cm.
È conosciuto per i suoi piedi palmati, che gli consentono di correre fra le dune del deserto senza affondare nella sabbia.

## Biologia
Trascorre le ore del giorno in lunghe gallerie che scava nella sabbia ed esce di notte per cacciare.
Per ovviare alla siccità del deserto, beve l'acqua che si condensa sulla sua stessa pelle durante le notti umide.
Se si sente minacciato, si solleva irrigidendo le zampe per apparire più grosso.

### Alimentazione
Si nutre esclusivamente di insetti.

### Riproduzione
È una specie ovipara.
Le femmine depongono due uova tra maggio e agosto, i piccoli nascono dopo 70-90 giorni.

## Distribuzione e habitat
Vive in Sudafrica, Namibia e Angola meridionale.